# Сколоздра Михайло Андрійович
Михайло Андрійович Сколоздра (17 липня 1921, село Розвадів, тепер Миколаївського району Львівської області — ?) — український радянський діяч, новатор виробництва, машиніст обертової печі Миколаївського гірничоцементного комбінату Львівської області. Герой Соціалістичної Праці (8.07.1963).

## Біографія
Народився в селянській родині.
З 1950 року — робітник, футерувальник, машиніст обертової печі Миколаївського гірничоцементного комбінату Дрогобицької (з 1959 року — Львівської) області. У 1966 році виступив ініціатором руху за збільшення стійкості футеровки. Постійно передавав свій досвід молодим робітникам гірничоцементного комбінату і цементних заводів країни.
Потім — на пенсії в місті Миколаєві Львівської області.

## Нагороди
- Герой Соціалістичної Праці (8.07.1963)
- орден Леніна (8.07.1963)
- медалі
- «Ударник комуністичної праці» (1961)
- «Відмінник соціалістичного змагання Української РСР» (1962)